# Bernhart Rehse
Bernhart Rehse (auch: Bernhard Rehse, Pseudonym: Bonhart Rehm, * 11. November 1875 in Barmen (heute Stadtteil von Wuppertal); † 30. Juli 1946) war ein deutscher Schriftsteller.

## Leben
Bernhart Rehse lebte als Verlagsleiter und Schriftsteller in München. Sein literarisches Werk besteht überwiegend aus Theaterstücken.

## Werke
- So sind die Menschen. Berlin-Westend 1909.
- Vaterland. Berlin 1909.
- Die neue Generation. G. Müller, München [u. a.] 1911.
- Herr Kollega. München 1912 (zusammen mit Ludwig Heller).
- Triumph der Liebe. G. Müller, München 1914.
- Der Brautraub. Theaterverlag, München 1923.
- Der Wunderpastor. Waldorf-Astoria Zigarettenfabrik AG, Stuttgart 1926.
- Die Stimme im Telefon. Bloch Erben, Berlin-Wilmersdorf 1933.
- Die verhexte Stadt. Deutscher Bühnenvertrieb des Zentralverlages der NSDAP, Eher, Berlin 1935.
- Rösselsprung. Hermann Haessel, Leipzig 1936
- Die junge Generation. Haessel, Leipzig 1937. Wurde nach Ende des Zweiten Weltkriegs in der Sowjetischen Besatzungszone auf die Liste der auszusondernden Literatur gesetzt.[1]
- Hochzeit auf Haiti. Leipzig 1940.
- Der Autor und das Abenteuer. Berlin-Lichterfelde 1942.
- Schellenkönig. Leipzig 1943.

## Herausgeberschaft
- Das Münchener Lustspielhaus. München 1912.
- Edvard Bergholm: Das gute Herz. Berlin-Wilmersdorf 1936.
- Friedrich Hebbel: Der Diamant. Leipzig 1940.